# Preposizioni spagnole
Le preposizioni della lingua spagnola funzionano esclusivamente come tali, quindi, non vengono utilizzate nella costruzione di posposizioni. La maggior parte deriva dal latino, e qualcuna dall'arabo, come hasta (“fino a”); inoltre l'elenco qui dato comprende due preposizioni arcaiche — so (“sotto”) e cabe (“accanto”) —  escludendo vía (“tramite, attraverso”) e pro (“in favore di”), due latinismi integrati di recente nella lingua. Pedagogicamente, l'istruzione della lingua spagnola tramite recitazione mnemonica inculca le seguenti parole: a, ante, bajo, cabe, con, contra, de, desde, durante, en, entre, hacia, hasta, mediante, para, por, según, sin, so, sobre e tras.

## Le preposizioni della lingua spagnola

### a
La preposizione a in genere corrisponde alla a italiana e viene utilizzata principalmente nei seguenti casi:
- Per introdurre il complemento oggetto indiretto che il latino avrebbe contrassegnato con il caso dativo:
  - Le envié la carta a Ana. = "Ad anna [le] ho inviato la lettera", "Inviai la lettera ad Anna."
  - ¿Le/Les regalaste el coche a tus padres? = "Regalaste a vostri genitori l'auto?", "Regalaste l'auto ai vostri genitori?"
  - Da notare che le forme del pronome oggetto indiretto, le e les,  appaiono anche quando viene espresso pienamente l'oggetto indiretto.

- Per introdurre, similmente all'italiano, l'infinito di molti verbi, sebbene questo sia un uso insolito[1]:
  - Voy a enfadarme. = "Mi sto arrabbiando" (lett. vado ad irritarmi).
  - Aprende no sólo a hablar sino también a escribir el castellano. = "Impara non solo a parlare lo spagnolo, ma anche a scriverlo".
- Per introdurre l'oggetto diretto riferito a persona[2] o a cosa personalizzata (domestico, organizzazione, veicolo):
  - Veo a María. = "Vedo Maria".
  - Te quieren ver a ti. = "Desiderano vederti".
- Come preposizione elementare, a è un componente di molte locuzioni preposizionali spagnole, elencate dettagliatamente nella sezione 2.

Contrazione preposizionale: al (“al”, “allo”) è la contrazione formata da a + el (“il, lo”), articolo determinativo maschile, ma la contrazione viene evitata quando l'articolo fa parte di un titolo:
- - Voy al país de mis sueños = "Vado al paese dei miei sogni".
  - Lo voy a mandar a El País = "Lo voglio mandare a [giornale] El País.”

### con
Con, dal latino CVM (“con”), è una particolare preposizione che si combina con i pronomi personali mí, ti, e sí formando conmigo (“con me”), contigo (“con te”), e consigo (“con lui/lei, con sé stesso”). Linguisticamente, la denotazione del suffisso -go in origine era riferita a con. Infatti in latino, CVM veniva spesso collocato dopo il suo pronome, da qui l'uso di  MECVM, TECVM, SECVM, eccetera. Questo uso popolare del latino diede come risultato le forme spagnole migo, tigo e sigo, e anche le forme ormai perdute di nosco (con noi) e vosco (con voi), identiche a quelle della lingua arcaica italiana; similmente alle denotazioni dei suffissi -go e -co, i parlanti vennero a prefissare tali parole con con-, da qui l'uso preposizionale pleonastico spagnolo.

- Ven conmigo y con él ahora = "Vieni con me e con lui adesso".
- Iré a la fiesta con vosotras = "Andrò alla festa con voi".
- Es raro llevar un billete de 200€ consigo = "È insolito portare un biglietto da 200 € con sé".

Questa reversione sintattica si verifica anche nella lingua italiana, dove si può dire con me, con te e con sé.

### de
De, deriva dal latino DE (“di" e "da"):
- Es la más famosa de todas = "È la più famosa di tutte".
- Soy de Madrid = "Sono di Madrid".

La preposizione de può indicare appartenenza:
- El clima cálido de España = "Il clima caldo della Spagna".
- La hermana de David = "La sorella di David".
- Ese libro es del profesor = "Quel libro è del professore".

Contrazioni preposizionali: quando de è seguita dall'articolo determinativo maschile  el (“il, lo”), si forma la preposizione articolata del (“del, dal”); tuttavia, de non si contrae in del quando seguita dal pronome personale omofono él (“egli, lui”) o da un nome proprio, perciò:
- Soy pariente de él, del alcalde de El Escorial, "Sono parente di lui, del sindaco di El Escorial".

Tipografia preposizionale: la forma maiuscola DE era configurata come sigla di Đ — una legatura tipografica adottata come una breve scritta e carattere stampato, che in origine era un'abbreviazione scribale lapidaria.
Inoltre, la preposizione de fa parte di molte locuzioni preposizionali, come dentro de (“dentro di”, “all'interno di”) e en contra de (“contro di”). Vedi sotto la sezione 2, per una completa descrizione.

### porepara
Por è un composito latino di PER e PRO, mentre para è una corruzione (imbastardimento) di por a; ognuno dei due termini variamente tradotto con, e come, permutazioni di "per", perciò, gli studenti anglofoni dello spagnolo come lingua straniera, nel determinare la preposizione appropriata potrebbero (inizialmente) provare confusione. In questo caso, il dizionario dello spagnolo contemporaneo di Cassell di solito indica che  por denota “causa” e “ragione” (retrospettiva), mentre para “scopo” e “destinazione” (prospettiva); gli usi comuni di queste preposizioni sono i seguenti:
por
- Denota un senso generale di tempo e luogo:
Lo perdí por ahí. = "L'ho perduto per di là".
- In cambio di, al posto di
Cambié mis euros por dólares. = "Ho cambiato i miei euro con dollari".
- Per, a (giorno, ora, miglio, ecc.)
Pagan 1 euro por hora. = "Pagano 1 euro a ora."
- Per mezzo di, tramite, mediante, con
Es más rápido por la autopista. = "È più veloce con [per mezzo dell'] l'autostrada".
- Causa (por = "a causa di", porque = "perché")
Me multaron por exceso de velocidad. = "Mi multarono per [a causa dell'] eccesso di velocità".
Mi jefe está enfermo y por él tengo que trabajar = "Il mio capo è ammalato, e a causa di lui, devo lavorare".
- per il fine, o a beneficio di
Todo lo que hago, lo hago por ti. = "Tutto quel che faccio, lo faccio per te".
- In favore di
Yo voto por el partido de derecha. = "Io voto per il partito di destra".
- da, dal (forme passive) - (introduce il complemento d'agente o causa efficiente)
La nueva ley fue mal redactada por el partido gobernante = "La nuova legge fu mal redatta dal partito della maggioranza".

para
- Scopo (inteso per)
Estas flores son para tí. = "Questi fiori sono per te".
Lo lavé para que lo guardaras. = "L'ho lavato affinché tu lo conservi".
- Destinazione (verso) - (informale, sostituisce a e hacia)
Voy para el sur. = "Vado verso sud".
- Fino a, in (un certo tempo)
Para esta época del año siempre llueve. = "In questo periodo dell'anno, piove sempre".
- Al fine di, in modo da
Fuimos a la tienda para comprar tortillas. = "Siamo andati al negozio per comprare tortillas."
- Per esprimere un confronto e un contrasto
Para una persona tan joven, se queja demasiado. = "Per [essere] una persona così giovane, si lamenta troppo".
- Nell'espressione estar para che significa ". . . essere sul punto di [fare qualcosa]".
Yo estaba para salir, cuando sonó el teléfono = "Stavo per uscire, quando squillò il telefono".

Nel quotidiano, la preposizione para spesso è accorciata a pa, come succede nell'uso rustico colloquiale: Amos p'alante (“Andiamo avanti”), piuttosto che la forma standard Vamos para adelante.

### según
Según deriva dal latino SECVNDVM (“secondo [il parere di]”)
- Según (dice) él, es un buen libro. “Secondo [la sua opinione, quanto dice] lui , è un buon libro”.
- Según convenga. “Come richiesto”.

La parlata popolare lo usa da solo, in sostituzione di depende (“dipende”):
- Domanda: ¿Te gusta el cine francés? “Ti piace il cinema francese?”

Risposta: Según. “Dipende”.
Inoltre, l'uso colloquiale regionale della preposizione según esprime anche un modo evidenziale, indicante diceria (“si suppone”, “si dice”).
- Según que tiene sida. “Si dice che abbia l'AIDS”.

### sin
Sin deriva dal latino SINE (“senza”):
- Un té sin leche, por favor = "Un tè senza latte, per favore".
- Se metió en la cama sin despertarla = "Si mise a letto senza svegliarla".

Insieme alla congiunzione que si ottiene la locuzione preposizionale  sin que (“senza che”), che richiede il congiuntivo:
- Se metió en la cama sin que se despertara = "Si mise a letto senza che la svegliasse" o "...senza farla svegliare".
- No se puede poner a esos niños en la misma habitación sin que se peleen. = "Non si può mettere quei bambini nella stessa stanza senza che si bisticciano" o "...senza farli bisticciare".
- Los ladrones entraron sin que los notase nadie = "I ladri entrarono senza che nessuno li notasse" o "...senza essere notati da nessuno".

## Locuzioni preposizionali
Come succede per la lingua italiana, anche lo spagnolo sostituisce le preposizioni semplici con locuzioni preposizionali, del tipo: de acuerdo con (“secondo”, “d'accordo con”) al posto di según; e en dirección a (“nella direzione di”, “verso”) al posto di hacia. Inoltre, sobre (“sopra”) viene ad essere preferito all'ambiguo en (“su”, “in”); dunque, lo spagnolo esprime concetti, in modo formale e informale, con preposizioni semplici e locuzioni preposizionali quali: después de (“dopo che”) piuttosto che tras (“dopo”), e para piuttosto che con la finalidad de (“con lo scopo di”, “con l'intento di”). 
Le locuzioni preposizionali spagnole sono composte da:
- una preposizione + nome + preposizione:
  - por causa de / a causa de / en razón de = "per causa di, a causa di"
  - sin perjuicio de = "ciò nonostante", "fatto salvo"
  - con respecto a = "rispetto a", "in merito a", "per quanto concerne", ecc.
  - a favor de = "a favore di"
  - en contra de = "contro..."  (per es. en mi contra, en tu contra, en su contra, ecc.)
  - en lugar de / en vez de = "invece di", "al posto di"
  - ecc.
- o da un avverbio + preposizione:
  - después de = "dopo"
  - debajo de = "sotto", “sotto a”
  - antes de = "prima di"
  - junto a = "accanto a", "insieme a"
  - delante de = "di fronte a" “davanti”
  - ecc.

### a por
In Spagna, lo spagnolo ha la locuzione preposizionale a por che significa "in cerca di", usata principalmente con verbi di movimento come ir e salir. Non viene però utilizzata fuori dalla Spagna e molti parlanti la considerano non corretta, preferendo rimpiazzarla unicamente con por. Secondo la Real Academia Española, non vi è ragione normativa per deprecare l'uso di a por. In alcuni contesti, a por esprime un significato più chiaro di por:
- Subí por la escalera = "Salii per la scala" o "Salii per la scala a pioli"
- Subí a por la escalera = "Salii per la scala a pioli"

### para con
Esiste inoltre la locuzione piuttosto rara di para con (contegno “verso”, “contro”, “con” qualcuno o qualcosa):
- Es muy generoso para con los necesitados, "È molto generoso verso i bisognosi".
- No tengo pruritos para con ellos, "Non ho niente [contro] di loro".

Altre locuzioni preposizionali sono:
- tras de
- a fuerza de
- por junto a
- junto a
- encima de
- por en medio de
- detrás de
- en medio de
- en pos de
- por delante de
- con rumbo a
- con destino a
- a través de